# Vito Minei
Vito Minei (Castellaneta, 16 giugno 1994) è un marciatore italiano, medaglia d'argento ai campionati europei juniores di atletica leggera 2013 nei 10 000 metri marcia.

## Biografia
Vito Minei, fratello maggiore di Leonardo Minei e Rossella Minei figlio di Angelo e Vita, il 22 febbraio 2014 si è classificato al secondo posto nella categoria 5000 metri marcia nei campionati Italiani individuali assoluti Indoor col tempo di 20'03"85 svoltosi ad Ancona. Il 6 giugno 2014 si laurea campione italiano nella categoria marcia 10.000 metri col tempo di 40'53"33 nei Campionati italiani juniores e promesse svoltosi a Torino. Il 7 febbraio 2015 si laurea campione italiano nella categoria marcia 5.000 metri col tempo di 20'18"88 nei Campionati italiani juniores e promesse indoor svoltosi ad Ancona.

## Palmarès
| Anno | Manifestazione    | Sede       | Evento          | Risultato | Prestazione | Note                          |
| ---- | ----------------- | ---------- | --------------- | --------- | ----------- | ----------------------------- |
| 2012 | Mondiali juniores | Barcellona | Marcia 10 000 m | 11º       | 42'51"79    |                               |
| 2013 | Europei juniores  | Rieti      | Marcia 10 000 m | Argento   | 41'08"76    | Miglior prestazione personale |
| 2015 | Europei under 23  | Tallinn    | Marcia 20 km    | 4º        | 1h25'46"    | Miglior prestazione personale |

## Campionati nazionali
2013
- Oro ai campionati italiani juniores, marcia 10 000 metri - 41'51"09

2014
- Oro ai campionati italiani promesse di atletica leggera, marcia 10 000 metri - 40'53"33

2015
- Oro ai campionati italiani promesse di atletica leggera indoor, marcia 5000 metri - 20'18"88

## Altre competizioni internazionali
2012
- 18º alla Coppa del mondo di marcia ( Saransk), marcia 10 km - 43'27"